# Alice (miniserie televisiva)
Alice è una miniserie televisiva canadese del 2009 originariamente trasmessa sul canale televisivo via cavo canadese Showcase e un'ora dopo sul canale televisivo via cavo americano Syfy.
La miniserie è una rivisitazione dei classici romanzi di Lewis Carroll Le avventure di Alice nel Paese delle Meraviglie (Alice's Adventures in Wonderland) del 1865 e Attraverso lo specchio e quel che Alice vi trovò (Through the Looking-Glass) del 1871, ambientata circa 150 anni dopo le ambientazioni originali con l'aggiunta di fantascienza e ulteriori elementi fantasy. La miniserie, prodotta da Reunion Pictures, dura tre ore, divisa in due parti, che sono state presentate in anteprima rispettivamente domenica 6 dicembre 2009 e lunedì 7 dicembre 2009. Lo sceneggiatore e regista Nick Willing aveva precedentemente diretto un adattamento del 1999 dei libri che seguivano più da vicino la storia; tuttavia, questa miniserie vuole esporre un'interpretazione più moderna della trama, immaginando come il Paese delle Meraviglie potesse essersi evoluto negli ultimi 143 anni. La miniserie è stata parzialmente girata nell'area di Kamloops, Columbia Britannica, Canada.

## Trama
Alice Hamilton è una judo sensei che vive con sua madre Carol. Suo padre è scomparso quando lei aveva dieci anni e ha passato gran parte della sua vita a cercarlo. Invita a cena il suo nuovo fidanzato Jack Chase, ma è scioccata quando le regala un anello dall'aspetto prezioso. Jack se ne va bruscamente, Alice lo segue solo per assistere al rapimento di Jack da parte di diversi uomini. Appare un uomo (il Bianconiglio) che scopre che Alice è in possesso dell'anello perché sente lo scatto della scatola meccanica che contiene l'anello che si apre alle sue spalle. Riesce a prenderle la scatola, pensando che l'anello sia ancora dentro, ma Alice l'aveva già tirato fuori velocemente e aveva richiuso la scatola. Il Bianconiglio fugge e Alice lo insegue per scoprire dove avevano portato Jack, ma cade attraverso uno specchio gigante e atterra nel Paese delle Meraviglie, che si è evoluto negli ultimi 150 anni. Mary Heart, la Regina di Cuori, governa il Paese delle Meraviglie dall'Happy Hearts Casino, dove le persone del mondo di Alice ("Oysters") vengono portate, sedate e giocano al casinò, le loro emozioni positive prosciugate da loro e trasformate in droga, sostanze da digerire per il popolo del Paese delle Meraviglie, tenendole sotto il controllo della Regina.
Alice sfugge alla sua stessa cattura, con l'anello ancora in suo possesso. Identificata come "Ostrica" dal tatuaggio che si fa, Alice viene portata dal Cappellaio, un membro della resistenza che cerca di liberare le Ostriche dal controllo della Regina. Il Cappellaio porta Alice a chiedere a Dodo di aiutare a salvare Jack, ma Dodo rifiuta, finché il Cappellaio non rivela l'anello che Alice indossa, che Dodo riconosce come la Pietra del Paese delle Meraviglie, in grado di riaprire lo Specchio al mondo umano. Alice fugge quando Dodo cerca di ucciderla, il Cappellaio la accompagna nella foresta dove sfuggono da un jabberwock e incontrano Charlie, un Cavaliere Bianco sopravvissuto, fuggito anni fa da una battaglia in cui i cavalieri del Paese delle Meraviglie furono spazzati via dalla Regina. La regina fa giustiziare il Bianconiglio e fa rivivere a Tricheco e Carpentiere Mad March, il suo assassino preferito per rintracciare Alice.
Alice permette deliberatamente a Mad March di catturarla, così può negoziare con la regina per liberare Jack in cambio dell'anello, che Alice ha nascosto. Appare Jack, rivelato come il figlio della regina e già fidanzato con la duchessa. Tuttavia, Jack passa ad Alice l'orologio di suo padre, sottintendendo che è vivo e nel Paese delle Meraviglie. Alice viene messa nella Truth Room, dove Tweedledum e Tweedledee la interrogano per conoscere la posizione dell'anello, ma viene liberata da Hatter e Charlie, il trio che fugge di nuovo nelle foreste, mentre anche Jack scappa. Nella speranza di aiutare la resistenza e riportare Alice a casa, il Cappellaio usa i suoi contatti per trovare qualcuno che possa portarli da Bruco, leader della resistenza, usando l'anello come leva. Con loro sorpresa, l'agente che arriva è Jack, rivelandolo come un agente della resistenza che aveva originariamente rubato l'anello come parte di uno stratagemma per avviare un colpo di stato per rovesciare la regina. Fidandosi di lui, Alice recupera l'anello e accompagna Jack a incontrare Caterpillar, che rivela che il padre di Alice è Carpenter, ma non ha memoria di lei. Poiché il falegname è stato fondamentale nel processo per estrarre le emozioni per la regina, Jack si è deliberatamente avvicinato ad Alice nella speranza che potesse aiutare il falegname a liberarsi dal controllo della regina. Proprio mentre il falegname mostra segni di riconquistare i ricordi, Mad March e i suoi tirapiedi arrivano, catturando Alice e Jack mentre Caterpillar scappa.
Riunita con il suo anello, la regina decide di mandare Alice a casa e giustiziare Jack. Hatter organizza un salvataggio con Charlie ma viene catturato da Mad March dopo che Charlie perde il coraggio e fugge. Charlie, dopo essersi sentito in colpa per aver abbandonato il Cappellaio, usa gli scheletri degli estinti Cavalieri Bianchi come distrazione per indurre gli Hearts a credere di essere sotto attacco. Dopo essere stato torturato dal dottor Dum e Dee, Hatter uccide Mad March e fugge. Alice scappa di nuovo, unendosi al Cappellaio per liberare le Ostriche dai loro sedativi e convincerle a scappare. Appare Carpenter, che ha riacquistato i suoi ricordi, ma viene ucciso da Walrus. Le spiacevoli emozioni degli Oysters sono alte, facendo crollare il casinò. Alice, Cappellaio, Jack, la duchessa e la regina scappano ma Winston, il fedele re di cuori, muore volentieri sapendo che sua moglie non lo ha mai amato. Con i suoi seguaci che non la ascoltano più né la temono, l'impotente Regina consegna la Pietra del Paese delle Meraviglie ad Alice. Alice torna a casa, apprendendo che la sua esperienza potrebbe essere stata un sogno quando si sveglia in ospedale e scopre di essere stata trovata priva di sensi un'ora dopo aver inseguito Jack. Tuttavia, il giorno dopo scopre che l'"operaio edile" che l'ha trovata era Cappellaio. I due condividono un bacio appassionato davanti a uno specchio, mentre Carol li fissa scioccata.

## Personaggi ed interpreti
- Caterina Scorsone nel ruolo di Alice
- Andrew-Lee Potts nel ruolo di Cappellaio
- Matt Frewer nel ruolo di Charlie il Cavaliere Bianco
- Kathy Bates nel ruolo della Regina di Cuori
- Philip Winchester nel ruolo di Jack Heart
- Colm Meaney nel ruolo di Re di Cuori
- Tim Curry nel ruolo di Dodo
- Harry Dean Stanton nel ruolo di Bruco
- Timothy Webber nel ruolo di Robert Hamilton/Carpenter
- Zak Santiago come 10 di fiori
- Charlotte Sullivan nel ruolo della duchessa
- Alan Gray nei panni del Bianconiglio
- Eugene Lipinski nei panni dei dottori Dee e Dum
- Nancy Robertson nel ruolo del Ghiro
- Tom Heaton nel ruolo di Papera
- Eileen Barrett nel ruolo di Gufo
- Alek Diakun nel ruolo dell'acchiappatopi
- Dave Ward nel ruolo di Tricheco
- Alessandro Juliani come 9 di Fiori
- Teryl Rothery nel ruolo di Carol Hamilton
- Geoff Redknap nel ruolo di Mad March
- Natasha Calis nel ruolo della Ragazza Specchio